# CP System II

Logo

La CP System II (CPシステムII?, shīpī shisutemu tsū), anche nota come CPS-2, è una scheda elettronica per videogiochi arcade pubblicata da Capcom nel 1993 con Super Street Fighter II. Fu dominante nelle sale giochi nella seconda metà degli anni '90, grazie soprattutto ai titoli di Street Fighter e simili.
È stata preceduta dai sistemi CP System e Capcom Power System Changer. In seguito nel 1996 uscì un nuovo modello, la CP System III.

## Storia
I primi modelli di schede della Capcom, in particolare la CPS-1, di grande successo ma con hardware non criptato, erano molto soggetti alla creazione di copie pirata (bootleg). Per ovviare al problema, Capcom prese l'hardware CPS-1 apportando modifiche come l'aggiornamento della velocità del processore Motorola 68000 da 10 a 16 MHz e il potenziamento dell'audio (basato sul sistema stereo QSound Virtual Audio), e implementando un algoritmo di criptazione delle ROM che permise di proteggere con successo il loro lavoro.
La CPS-2 è composta da due unità che erano vendute separatamente. La parte A è la scheda madre che viene collegata al cabinato per mezzo di un connettore JAMMA e contiene tutte le componenti comuni utilizzate da tutti i giochi. La parte B contiene la ROM (il gioco stesso). In pratica il sistema è simile a una console per l'intrattenimento domestico dove A è la console e B è la cassetta (cartuccia) del gioco. Il sistema rendeva più economico cambiare gioco, in quanto non è necessario ricomprare la scheda madre. Capcom offrì anche incentivi a chi riconsegnava una scheda B usata; negli USA ad esempio venivano scontati 150 dollari a chi cambiava una scheda B.
Il successo della scheda comunque fu dovuto soprattutto all'elevata qualità dei giochi che furono prodotti, a cominciare dal titolo di esordio Super Street Fighter II. Fu presto seguito da altre ottime uscite, come Eco Fighters, Alien vs. Predator e Dungeons & Dragons: Tower of Doom, che consolidarono l'alto standard anche per le future uscite del sistema. La CPS-2 divenne meritatamente famosa anche per i buoni sparatutto 2D e picchiaduro a scorrimento.
Tra le serie più importanti supportate dal sistema ci furono Marvel vs. Capcom, DarkStalkers e Street Fighter Alpha. Inoltre più avanti, dal 1999, iniziarono a uscire titoli su CPS-2 sviluppati da altre aziende esterne alla Capcom, come Giga Wing e Mars Matrix della Takumi.
Il diretto successore della CPS-2, la CP System III (1996), ancora dedicata al 2D, sebbene potenziata era costosa e problematica e non riuscì a soppiantare la CPS-2. Quest'ultima rimase in auge molto più a lungo della stessa CPS-3, e ospitò molti più giochi per un decennio, fino all'ultimo titolo uscito nel 2003, il celebrativo Hyper Street Fighter II: The Anniversary Edition.
Grazie all'efficace criptazione per lungo tempo si pensava che l'emulazione di CPS-2 sarebbe stata impossibile. Nel 2001 però la criptazione venne hackerata e furono prodotte ROM in una versione non criptata, che resero possibile l'emulazione e il ripristino delle cartucce con batteria esaurita (dette suicidate).
Nel gennaio 2007, grazie ad Andreas Naive e Nicola Salmoria, il sistema di criptazione fu interamente ricostruito per mezzo del reverse engineering. L'algoritmo in seguito fu integrato e implementato in MAME per tutti i giochi CPS-2.
La scheda B è munita di una batteria che alimenta una memoria volatile, la quale contiene la chiave di criptazione necessaria alla decriptazione della ROM. Questa batteria con il tempo si esaurisce, causando la cancellazione della memoria volatile rendendo così il gioco inutilizzabile. Questo processo non è reversibile, pertanto la batteria venne soprannominata "batteria del suicidio". In compenso è possibile sostituire la batteria prima che si esaurisca, in modo da preservare la scheda B nel tempo. La batteria è saldata sul circuito stampato, non è quindi un lavoro eseguibile con facilità.
Ad aprile 2016 Eduardo Cruz, Artemio Urbina e Ian Court annunciarono il riuscito reverse engineering della programmazione di sicurezza di CPS-2, evitando accuratamente il "suicidio" delle batterie e permettendo il ripristino di qualunque gioco "morto" senza modifiche all'hardware.

## Regioni e colori
Le schede CPS-2 usano un sistema a regioni (Europa, Asia, Giappone, USA) codificato per mezzo di colori. Ogni scheda B può solamente essere utilizzata con la sua controparte dello stesso colore, eccezion fatta per i colori verde e blu che sono intercambiabili.
Elenco delle codifiche:
- Blu: U.S.A., Canada, ed Europa
- Verde: Giappone
- Arancione: Sud America
- Grigio: Asia
- Rosa: Brasile
- Giallo: "Regine 0" (disponibile esclusivamente per noleggio, pensate come prodotti di prova per gli operatori)
- Nero: Incorpora A e B nello stesso corpo

## Videogiochi pubblicati
| Data di uscita | Sviluppatore     | Titolo inglese                                                                          | Titolo giapponese                                                                                   | Genere                    |
| -------------- | ---------------- | --------------------------------------------------------------------------------------- | --------------------------------------------------------------------------------------------------- | ------------------------- |
| 1993-09-10     | Capcom           | Super Street Fighter II: The New Challengers Super Street Fighter II: Tournament Battle | Super Street Fighter II (スーパーストリートファイターII)                                            | Picchiaduro               |
| 1993-12-03     | Capcom           | Eco Fighters                                                                            | Ultimate Ecology (アルティミットエコロジー)                                                         | Shoot 'em up sparatutto   |
| 1994-01-13     | Capcom           | Dungeons & Dragons: Tower of Doom                                                       | Dungeons & Dragons: Tower of Doom (ダンジョンズ&ドラゴンズ タワーオブドゥーム)                      | Picchiaduro a scorrimento |
| 1994-02-23     | Capcom           | Super Street Fighter II Turbo                                                           | Super Street Fighter II X: Grand Master Challenge (スーパーストリートファイターIIX)                 | Picchiaduro               |
| 1994-05-20     | Capcom           | Alien vs. Predator                                                                      | Alien VS Predator (エイリアンVSプレデター)                                                          | Picchiaduro a scorrimento |
| 1994-07-05     | Capcom           | Darkstalkers: The Night Warriors                                                        | Vampire: The Night Warriors (ヴァンパイア -The Night Warriors-)                                     | Picchiaduro               |
| 1994-08-08     | Capcom           | Ring of Destruction: Slammasters II                                                     | Super Muscle Bomber: The International Blowout (スーパーマッスルボマー -THE INTERNATIONAL BLOWOUT-) | Picchiaduro               |
| 1994-09-16     | Capcom           | Armored Warriors                                                                        | Powered Gear: Strategic Variant Armor Equipment (パワードギア -STRATEGIC VARIANT ARMOR EQUIPMENT-)  | Beat 'em up               |
| 1994-12-08     | Capcom           | X-Men: Children of the Atom                                                             | X-Men: Children of the Atom (X-MEN Children of The Atom)                                            | Picchiaduro               |
| 1995-03-02     | Capcom           | Night Warriors: Darkstalkers' Revenge                                                   | Vampire Hunter: Darkstalkers' Revenge (ヴァンパイアハンター -Darkstalkers' Revenge-)                | Picchiaduro               |
| 1995-04-20     | Capcom           | Cyberbots: Full Metal Madness                                                           | Cyberbots: Full Metal Madness (サイバーボッツ -FULL METAL MADNESS-)                                 | Picchiaduro               |
| 1995-06-05     | Capcom           | Street Fighter Alpha                                                                    | Street Fighter Zero (ストリートファイターZERO)                                                      | Picchiaduro               |
| 1995-09-22     | Capcom           | Mega Man: The Power Battle                                                              | Rockman: The Power Battle (ロックマン ザ・パワーバトル)                                             | Platformer                |
| 1995-10-24     | Capcom           | Marvel Super Heroes                                                                     | Marvel Super Heroes (MARVEL SUPER HEROES)                                                           | Picchiaduro               |
| 1995-12-07     | Capcom           | 19XX: The War Against Destiny                                                           | 19XX The War Against Destiny (19XX -THE WAR AGAINST DESTINY-)                                       | Shoot 'em up              |
| 1996-02-06     | Capcom           | Dungeons & Dragons: Shadow over Mystara                                                 | Dungeons & Dragons: Shadow over Mystara (ダンジョンズ&ドラゴンズ シャドーオーバーミスタラ)          | Picchiaduro a scorrimento |
| 1996-02-27     | Capcom           | Street Fighter Alpha 2                                                                  | Street Fighter Zero 2 (ストリートファイターZERO2)                                                   | Picchiaduro               |
| 1996-05-29     | Capcom           | Super Puzzle Fighter II Turbo                                                           | Super Puzzle Fighter II X (スーパーパズルファイターIIX)                                             | Rompicapo                 |
| 1996-07-08     | Capcom           | Mega Man 2: The Power Fighters                                                          | Rockman 2: The Power Fighters (ロックマン2 ザ・パワーファイターズ)                                  | Platformer                |
| 1996-08-05     | Capcom           | Street Fighter Alpha 2 Gold                                                             | Street Fighter Zero 2 Alpha (ストリートファイターZERO2 ALPHA)                                       | Picchiaduro               |
| 1996-08-26     | Capcom           | Quiz Nanairo Dreams: Nijiirochō no Kiseki                                               | Quiz Nanairo Dreams: Nijiirochō no Kiseki (クイズなないろDREAMS 虹色町の奇跡)                       | Quiz game                 |
| 1996-09-09     | Capcom           | X-Men vs. Street Fighter                                                                | X-Men vs. Street Fighter (X-MEN VS. STREET FIGHTER)                                                 | Picchiaduro               |
| 1997-03-19     | Capcom           | Battle Circuit                                                                          | Battle Circuit (バトルサーキット)                                                                   | Beat 'em up               |
| 1997-05-19     | Capcom           | Vampire Savior: The Lord of Vampire                                                     | Vampire Savior: The Lord of Vampire (ヴァンパイアセイヴァー -The Lord of Vampire-)                  | Picchiaduro               |
| 1997-06-20     | Capcom           | Marvel Super Heroes vs. Street Fighter                                                  | Marvel Super Heroes vs. Street Fighter (MARVEL SUPER HEROES VS. STREET FIGHTER)                     | Picchiaduro               |
| 1997-07-22     | Capcom           | Capcom Sports Club                                                                      | Capcom Sports Club (カプコンスポーツクラブ)                                                         | Sport                     |
| 1997-09-04     | Capcom           | Super Gem Fighter Mini Mix                                                              | Pocket Fighter (ポケットファイター)                                                                 | Picchiaduro               |
| 1997-09-13     | Capcom           | Vampire Hunter 2: Darkstalkers' Revenge                                                 | Vampire Hunter 2: Darkstalkers' Revenge (ヴァンパイアハンター2 -Darkstalkers' Revenge-)             | Picchiaduro               |
| 1997-09-13     | Capcom           | Vampire Savior 2: The Lord of Vampire                                                   | Vampire Savior 2: The Lord of Vampire (ヴァンパイアセイヴァー2 -The Lord of Vampire-)               | Picchiaduro               |
| 1998-01-12     | Capcom           | Marvel vs. Capcom: Clash of Super Heroes                                                | Marvel vs. Capcom: Clash of Super Heroes (MARVEL VS. CAPCOM CLASH OF SUPER HEROES)                  | Picchiaduro               |
| 1998-06-29     | Capcom           | Street Fighter Alpha 3                                                                  | Street Fighter Zero 3 (ストリートファイターZERO3)                                                   | Picchiaduro               |
| 1999-02-22     | Takumi           | Giga Wing                                                                               | Giga Wing (ギガウイング)                                                                            | Shoot 'em up              |
| 1999-05-27     | Capcom           | Jangokushi: Haō no Saihai                                                               | Jangokushi Haō no Saihai (雀國志 覇王の采牌)                                                        | Rompicapo                 |
| 2000-01-21     | Eighting/Raizing | Dimahoo                                                                                 | Great Mahō Daisakusen (グレート魔法大作戦)                                                          | Shoot 'em up              |
| 2000-04-12     | Takumi           | Mars Matrix: Hyper Solid Shooting                                                       | Mars Matrix (マーズマトリックス)                                                                    | Shoot 'em up              |
| 2000-06-20     | Eighting/Raizing | 1944: The Loop Master                                                                   | 1944 The Loop Master (1944 THE LOOP MASTER)                                                         | Shoot 'em up              |
| 2000-10-10     | Mitchell         | Mighty! Pang                                                                            | Mighty Pang (マイティ・パン)                                                                        | Platformer                |
| 2001-01-17     | Cave             | Progear                                                                                 | Progear no Arashi (プロギアの嵐)                                                                    | Shoot 'em up              |
| 2001-02-05     | Mitchell         | Puzz Loop 2                                                                             | Puzz Loop 2 (パズループ2)                                                                           | Rompicapo                 |
| 2001-08-20     | Mitchell         | Janpai Puzzle Chōkō                                                                     | Janpai Puzzle Chōkō (雀牌パズル 長江)                                                               | Rompicapo                 |
| 2003-12-22     | Capcom           | Hyper Street Fighter II: The Anniversary Edition                                        | Hyper Street Fighter II (ハイパーストリートファイターII)                                            | Picchiaduro               |